# Alfred Lehmann (Politiker, 1950)
Alfred Lehmann (* 24. März 1950 in Quickborn) ist ein deutscher Politiker (CSU). Er war vom 1. Mai 2002 bis zum 30. April 2014 Oberbürgermeister der Stadt Ingolstadt in Bayern. Wegen einer Immobilienaffäre aus seiner Amtszeit wurde er 2019 zu einer Bewährungsstrafe verurteilt.

## Leben
Lehmann schloss 1976 sein Studium der Betriebswirtschaftslehre in Nürnberg und Würzburg ab und promovierte 1979. Im Anschluss arbeitete er zwei Jahre lang bei einem großen Markenartikelhersteller und war bis 1996 bei der Handwerkskammer für München und Oberbayern tätig, davon von 1993 bis 1996 als Geschäftsführer.
1996 wechselte er als Wirtschaftsreferent zur Stadt Ingolstadt und wurde dort 2002 als Nachfolger von Peter Schnell zum Oberbürgermeister gewählt.  2008 wurde er im Amt bestätigt.
Bei der bayerischen Kommunalwahl 2014 trat er freiwillig nur mehr für den Stadtrat an und wurde gewählt.

## Grundstücksaffäre
2014 verblieb Lehmann auch im Aufsichtsrat des Klinikums Ingolstadt. Zudem übernahm er eine Beratertätigkeit für die Headhunterfirma Labbé, die den Auftrag erhielt, für das Krankenhaus einen neuen ärztlichen Direktor zu finden. Nachdem Kritik an diesem Verhalten laut wurde, kündigte Lehmann im November 2016 die Niederlegung seines Stadtratsmandates an und begründete dies damit, dass er Schaden von seiner Familie abwenden wolle.
Im Zuge von Ermittlungen  gegen den langjährigen Verwaltungschef des Klinikums, Heribert Fastenmeier, geriet auch Lehmann ins Visier der Staatsanwaltschaft.
Anfang 2018 wurde gegen ihn nach monatelangen Ermittlungen vor dem Landgericht Ingolstadt Anklage erhoben. Gegenstand war der Verkauf des alten städtischen Krankenhauses an einen von Lehmann von Anfang an favorisierten Bauträger. Lehmann war damals Aufsichtsratsvorsitzender des Klinikums GmbH und hat auf dem Areal später selbst eine neue Eigentumswohnung „zum Freundschaftspreis“ erworben. Das Areal wurde freihändig verkauft, nach außen wurde aber ein Losentscheid vorgetäuscht.  Im Oktober 2019 wurde er wegen Bestechlichkeit zu zwei Jahren Haft auf Bewährung und Zahlung von 380.000 € verurteilt. Gegen Fastenmeier kam es nicht zum Prozess, da er in der Untersuchungshaft Suizid verübt hatte. Seine zuvor protokollierten Aussagen belasteten Lehmann. Ein mitangeklagter Bauunternehmer bekam ein Jahr Haft auf Bewährung.
Lehmann ist verheiratet und Vater von zwei Töchtern.